# Jan Choiński-Dzieduszycki
Jan Choiński-Dzieduszycki (ur. 16 maja 1890 na Chełmszczyźnie, zm. 19 maja 1971 w Penley (Wielka Brytania)) – polski ziemianin, działacz społeczny, polityk, poseł Sejm w II RP.

## Życiorys
Był przybranym dzieckiem Florentyny Marii hr. Dzieduszyckiej h. Sas, córki Tytusa Dzieduszyckiego. Ukończył Zakład Naukowo-Wychowawczy Ojców Jezuitów w Chyrowie i studia rolnicze w Wiedniu, uzyskując w 1914 roku tytuł inżyniera agronoma.
W 1915 roku został wysiedlony z majątku Jabłonów na Podolu do Łejszewa w guberni kazańskiej, gdzie w ramach pracy w Komitecie Polskim w Kazaniu kierował opieką nad wysiedlonymi Polakami. Po rewolucji październikowej prowadził w Bielicy (gubernia mohylewska) niższą szkołę rolniczą.
W 1919 roku służył w 2 pułku ułanów, uczestniczył w obronie Lwowa w 1 pułku Strzelców Lwowskich, w czasie wojny polsko-bolszewickiej w 1920 roku w Grupie Operacyjnej majora Romana Abrahama. Po wojnie powrócił do swego majątku w Jabłonowie (gmina Suchostaw w województwie tarnopolskim). 
Był działaczem społecznym i gospodarczym na terenie województwa tarnopolskiego. Był m.in. prezesem okręgowego Towarzystwa Rolniczego i powiatowego koła Związku Ziemian w Kopyczyńcach oraz członkiem tamtejszego Wydziału i Rady Powiatowej. 
W 1930 roku został wybrany na posła na Sejm z listy nr 1 (BBWR) z okręgu wyborczego nr 54 (Tarnopol). W Sejmie III kadencji (1930–1935) należał do klubu BBWR. Pracował w komisji emigracyjnej (był zastępcą członka) i w komisji reform rolnych.
W 1935 roku został ponownie wybrany 107 453 głosami z listy państwowej w okręgu nr 65 obejmującego powiaty: czortkowski, kopyczyniecki, borszczowski i zaleszczycki. W kadencji tej należał do Grupy Polskiej Posłów i Senatorów województw południowo-wschodnich (był drugim zastępcą przewodniczącego). Pracował w komisji komunikacji i – od grudnia 1936 roku – w komisji spraw zagranicznych.
Jako poseł uczestniczył w Międzynarodowych Zjazdach Unii Międzyparlamentarnej – w 1930 roku został wybrany indywidualnie na członka podkomisji do spraw ekonomicznych i finansowych. 
W czasie II wojny światowej był kapitanem w Polskich Siłach Zbrojnych w Wielkiej Brytanii. Po wojnie pozostał na emigracji.

## Ordery i odznaczenia
- Krzyż Oficerski Orderu Odrodzenia Polski (27 listopada 1929)[4]
- Krzyż Walecznych (dwukrotnie)
- Medal Niepodległości (4 listopada 1933)[5]

## Życie prywatne
Ożenił się z Marią Taidą Donimirską h. Brochwicz (1884–1977), córką Antoniego Donimirskiego i wnuczką Teodora Donimirskiego. Mieli córkę: Wandę Elżbietę Dzieduszycką-Kańską (1924–2009).